# Parques nacionales de España
Existen dieciséis parques nacionales en España: once de ellos en la península ibérica, cuatro en Canarias y uno en las Islas Baleares. Están regulados por la Ley 30/2014, de 3 de diciembre, de Parques Nacionales (BOE, n.º 293, de 4 de diciembre de 2014).
Están integrados en la Red de Parques Nacionales. El primero de ellos, los Picos de Europa, fue creado en 1918, y el último en incorporarse a la red, en 2021, fue el parque nacional de la Sierra de las Nieves, en la provincia de Málaga. Actualmente está en tramitación el parque nacional del Mar de las Calmas.
Con la promulgación de la primera Ley de Parques Nacionales el 8 de diciembre de 1916, tras el impulso de Pedro Pidal y Bernaldo de Quirós de conservar el patrimonio natural. Esta ley dio paso a la creación del primer parque nacional en España el 22 de julio de 1918: el parque nacional de los Picos de Europa, bajo el nombre de «parque nacional de la Montaña de Covadonga» y con 16 925 ha iniciales. Posteriormente, en 1995, fue ampliado de forma significativa. El parque nacional más grande de España es Sierra Nevada con un total de 86 210 hectáreas. El más pequeño de España es el parque nacional de las Tablas de Daimiel con 1928 hectáreas originales, ampliado posteriormente hasta 3030 ha. Por su parte, la comunidad autónoma que más parques nacionales posee es Canarias con cuatro.
La Red de Parques Nacionales en 2024 se extiende por una superficie total de 488.351,57 hectáreas (391.583,85 terrestres y 96.767,72 marinas), lo que en la parte terrestre representa un 0,77 % del territorio español.

## Gestión
Desde la entrada en vigor de la Ley 5/2007 de la Red de Parques Nacionales, la gestión ordinaria corresponde a las comunidades autónomas en régimen de autoorganización y con cargo a sus recursos financieros, mientras que son competencias de la Administración General del Estado la tutela general del sistema, el establecimiento de las directrices básicas y el asegurar la coherencia de la Red.
Actualmente no se han completado las transferencias de funciones, manteniéndose la organización anterior mientras las comunidades autónomas desarrollan sus respectivas normas de protección. Así pues, la gestión de los parques nacionales se lleva a cabo de manera compartida entre el Ministerio de Medio Ambiente, a través del Organismo Autónomo Parques Nacionales, y las comunidades autónomas, con representación paritaria en las Comisiones Mixtas de Gestión, con la excepción de:
- el parque nacional de Aiguas Tortas y Lago de San Mauricio, que ya gestionaba en exclusiva la Comunidad Autónoma de Cataluña;
- el parque nacional marítimo-terrestre del Archipiélago de Cabrera, el parque nacional marítimo-terrestre de las Islas Atlánticas de Galicia, el parque nacional de Ordesa y Monte Perdido, el parque nacional de Doñana y el parque nacional de Sierra Nevada, que ya han sido transferidos; y
- el parque nacional de Monfragüe, declarado con posterioridad y con gestión exclusiva de la Junta de Extremadura desde el principio.[7]

## Datos básicos de los parques nacionales
En la siguiente tabla se describen los datos básicos de los parques nacionales.
| Parque nacional                      | Provincia(s)              | Fecha de declaración                                 | Referente legislativo       | Superficie (ha)             | Cotas máx. y mín. (m.s.n.m) | Principales ecosistemas | Otras formas de protección | Imagen                                                                               |
| ------------------------------------ | ------------------------- | ---------------------------------------------------- | --------------------------- | --------------------------- | --------------------------- | --- | --- | ------------------------------------------------------------------------------------ |
| Picos de Europa                      | Asturias, León, Cantabria | 1918/1995/2014 (Reclasificación y ampliaciones)      | 1916/1989                   | 17 000/67 455               | 2650 70                     | Alta montaña atlántica: geomorfología glaciar y cárstica, foces, bosques de frondosas y praderío.                                           | Reserva de la Biosfera, ZEPA | Naranjo de Bulnes                                                                    |
| Ordesa y Monte Perdido               | Huesca                    | 1918/1982 (Reclasificación y ampliación)             | 1916/1975                   | 2100/15 608                 | 3335 750                    | Alta montaña: glaciarismo y geomorfología glaciar, cárstica y fluvial, bosques de coníferas y frondosas.                                    | Reserva de la Biosfera, Patrimonio de la Humanidad (Unesco), Diploma europeo, ZEPA.                                                          | Valle de Ordesa visto desde el tramo intermedio de la Senda de Cazadores.            |
| Teide                                | Santa Cruz de Tenerife    | 1954 1981 (Reclasificación)                          | 1916 1975 1989/1997         | 13 571/18 990               | 3718 1650                   | Volcánico-macaronésica: geomorfología volcánica, (cañadas, malpaíses...), endemismos, matorral canario de alta montaña.                     | Diploma europeo (Consejo de Europa), Patrimonio de la Humanidad (Unesco)                                                                     | Roque Cinchado y volcán del Teide.                                                   |
| Caldera de Taburiente                | Santa Cruz de Tenerife    | 1954 1981 (Reclasificación)                          | 1916 1975                   | 4690/5956(ZPP)              | 2426 430                    | Volcánico-macaronésica: caldera volcánica y erosiva, pinar canario, vegetación rupícola.                                                    | ZEPA | Caldera de Taburiente vista desde La Cumbrecita, uno de los puntos de acceso.        |
| Aiguas Tortas y Lago de San Mauricio | Lérida                    | 1955 1996 (Ampliación de la Generalidad de Cataluña) | 1916                        | 10 230/14 119               | 3033 1350                   | Alta montaña atlántica: glaciarismo, bosques de coníferas y frondosas, praderío alpino.                                                     | ZEPA, Convenio de Ramsar. | Valle de Bohí                                                                        |
| Doñana                               | Huelva, Sevilla, Cádiz    | 1969 1978 (Reclasificación)                          | 1957 1975 2004 (Ampliación) | 54 252/74 279 (Pp)          | 47 0                        | Humedal: marismas costeras, dunas móviles y vegetación sabulícola, pinares y alcornocales.                                                  | Reserva de la Biosfera, Patrimonio de la Humanidad, Convenio de Ramsar, ZEPA, Diploma europeo, Red Natura 2000, Carta de Turismo sostenible. |                                                                                      |
| Tablas de Daimiel                    | Ciudad Real               | 1973 1980 (Reclasificación)                          | 1957 1975                   | 1928/5410 (Pp)              | 618 607                     | Humedal: humedal interior, saladares y vegetación de ribera.                                                                                | Reserva de la Biosfera, Convenio de Ramsar, ZEPA                                                                                             | Vista del parque nacional de las Tablas de Daimiel.                                  |
| Timanfaya                            | Las Palmas                | 1974 1981 (Reclasificación)                          | 1957 1975                   | 5107                        | 510 0                       | Volcánico-macaronésica: pahoehoe, conos de cínder y actividades geotérmicas, endemismos.                                                    | Reserva de la Biosfera, ZEPA | Paisaje en el parque nacional de Timanfaya.                                          |
| Garajonay                            | Santa Cruz de Tenerife    | 1981                                                 | 1975                        | 3984                        | 1487 700                    | Volcánico-macaronésica: barrancos, pitones fonolíticos, Roques, laurisilva canaria                                                          | Patrimonio de la Humanidad (Unesco), ZEPA | Vista del parque nacional de Garajonay                                               |
| Archipiélago de Cabrera              | Islas Baleares            | 1991                                                 | 1989                        | 10 021/8703 mar./1318 terr. | 172 0 (fondo marino: -118)  | Marítimo-terrestre: islotes rocosos, fondos marinos, matorral mediterráneo.                                                                 | ZEPA | Puerto de la Isla de Cabrera.                                                        |
| Cabañeros                            | Ciudad Real, Toledo       | 1995                                                 | 1989                        | 39 687                      | 1448 600                    | Media montaña mediterránea: sierras, piedemonte y superficie de rañas, monte mediterráneo y de transición; matorral, formaciones herbáceas. | ZEPA | Dehesa en el parque nacional de Cabañeros.                                           |
| Sierra Nevada                        | Granada, Almería          | 1999/1989 (parque natural, 71 646 ha)                | 1989/1998                   | 70 953                      | 3482 1200                   | Alta montaña mediterránea: huellas glaciares, periglaciarismo, pastos alpinos (borreguiles), bosques de quercíneas.                         | Reserva de la Biosfera. | Estación de esquí de Sierra Nevada.                                                  |
| Islas Atlánticas de Galicia          | Pontevedra, La Coruña     | 2002                                                 |                             | 8400/1200 terr./7200 mar.   | 197 Fondo marino            | Marítimo-terrestre: fondos marinos, aves endémicas.                                                                                         | ZEPA | Isla de San Martiño o del Sur vista desde la Isla del Faro o del Medio, en las Cíes. |
| Monfragüe                            | Cáceres                   | 2007                                                 |                             | 17 852                      | 750 250                     | Media montaña mediterránea: bosque y matorral mediterráneo, dehesas, roquedos y masas de agua.                                              | Reserva de la Biosfera, ZEPA | Salto del Gitano en el parque nacional de Monfragüe.                                 |
| Sierra de Guadarrama                 | Madrid, Segovia           | 2013                                                 |                             | 33 960                      | 2428                        | Alta montaña mediterránea: glaciarismo, bosques de coníferas y frondosas, bosques de quercíneas.                                            | Reserva de la Biosfera, ZEPA | Circo y cima de Peñalara.                                                            |
| Sierra de las Nieves                 | Málaga                    | 2021                                                 |                             | 22 979,76                   |                             | Alta montaña mediterránea: bosques de coníferas y frondosas, bosques de pinsapar.                                                           | Reserva de la Biosfera, ZEPA | Circo y cima de Peñalara.                                                            |

| Parque nacional                      | Superficie | Superficie | Superficie | Zona Periférica de Protección | Zona Periférica de Protección | Zona Periférica de Protección | Total ha | Total km² | Fuente |
| Parque nacional                      | Terrestre  | Marítima   | Total      | Terrestre                     | Marítima                      | Total                         | Total ha | Total km² | Fuente |
| Picos de Europa                      | 67128      |            | 67128      |                               |                               |                               | 67128    | 671       | [ 9 ]  |
| Ordesa y Monte Perdido               | 15696      |            | 15696      | 19196                         |                               | 19196                         | 34892    | 349       | [ 10 ] |
| Teide                                | 18990      |            | 18990      | 7374                          |                               | 7374                          | 26364    | 264       | [ 11 ] |
| Caldera de Taburiente                | 4690       |            | 4690       | 6229                          |                               | 6229                          | 10919    | 109       | [ 12 ] |
| Aiguas Tortas y Lago de San Mauricio | 14119      |            | 14119      | 26733                         |                               | 26733                         | 40852    | 409       | [ 13 ] |
| Doñana                               | 54252      |            | 54252      | 74279                         |                               | 74279                         | 128531   | 1285      | [ 14 ] |
| Tablas de Daimiel                    | 3030       |            | 3030       | 4337                          |                               | 4337                          | 7367     | 74        | [ 15 ] |
| Timanfaya                            | 5108       |            | 5108       |                               |                               |                               | 5108     | 51        | [ 16 ] |
| Garajonay                            | 3984       |            | 3984       | 4559                          |                               | 4559                          | 8543     | 85        | [ 17 ] |
| Archipiélago de Cabrera              | 1318       | 89483      | 90801      |                               |                               |                               | 90801    | 908       | [ 18 ] |
| Cabañeros                            | 40856      |            | 40856      |                               |                               |                               | 40856    | 409       | [ 19 ] |
| Sierra Nevada                        | 85883      |            | 85883      | 86355                         |                               | 86355                         | 172238   | 1722      | [ 20 ] |
| Islas Atlánticas de Galicia          | 1195       | 7285       | 8480       |                               |                               |                               | 8480     | 85        | [ 21 ] |
| Monfragüe                            | 18396      |            | 18396      | 97764                         |                               | 97764                         | 116160   | 1162      | [ 22 ] |
| Sierra de Guadarrama                 | 33960      |            | 33960      | 62687                         |                               | 62687                         | 96647    | 966       | [ 23 ] |
| Sierra de las Nieves                 | 22980      |            | 22980      | 75120                         |                               | 75120                         | 98100    | 981       | [ 24 ] |
| Total                                | 391585     | 96768      | 488353     | 464633                        |                               | 464633                        | 952986   | 9530      |        |

## Fauna en los parques nacionales
Muchas especies autóctonas y endémicas deben su actual situación a la existencia de espacios protegidos con los que se intentan evitar su declive o extinción.
Así, Garajonay en La Gomera es fundamental para la conservación de las palomas turqué y rabiche, características de la laurisilva. El pinzón azul, el vencejo unicolor y el reyezuelo de Tenerife tienen un buen refugio en el Teide. El oso pardo cantábrico y el urogallo tiene su refugio en los protegidos Picos de Europa; el tritón de los Pirineos, el sarrio, el quebrantahuesos, el gorrión alpino, la marmota o la perdiz nival, en Ordesa. En el Aiguas Tortas conviven pitos negros y armiños.

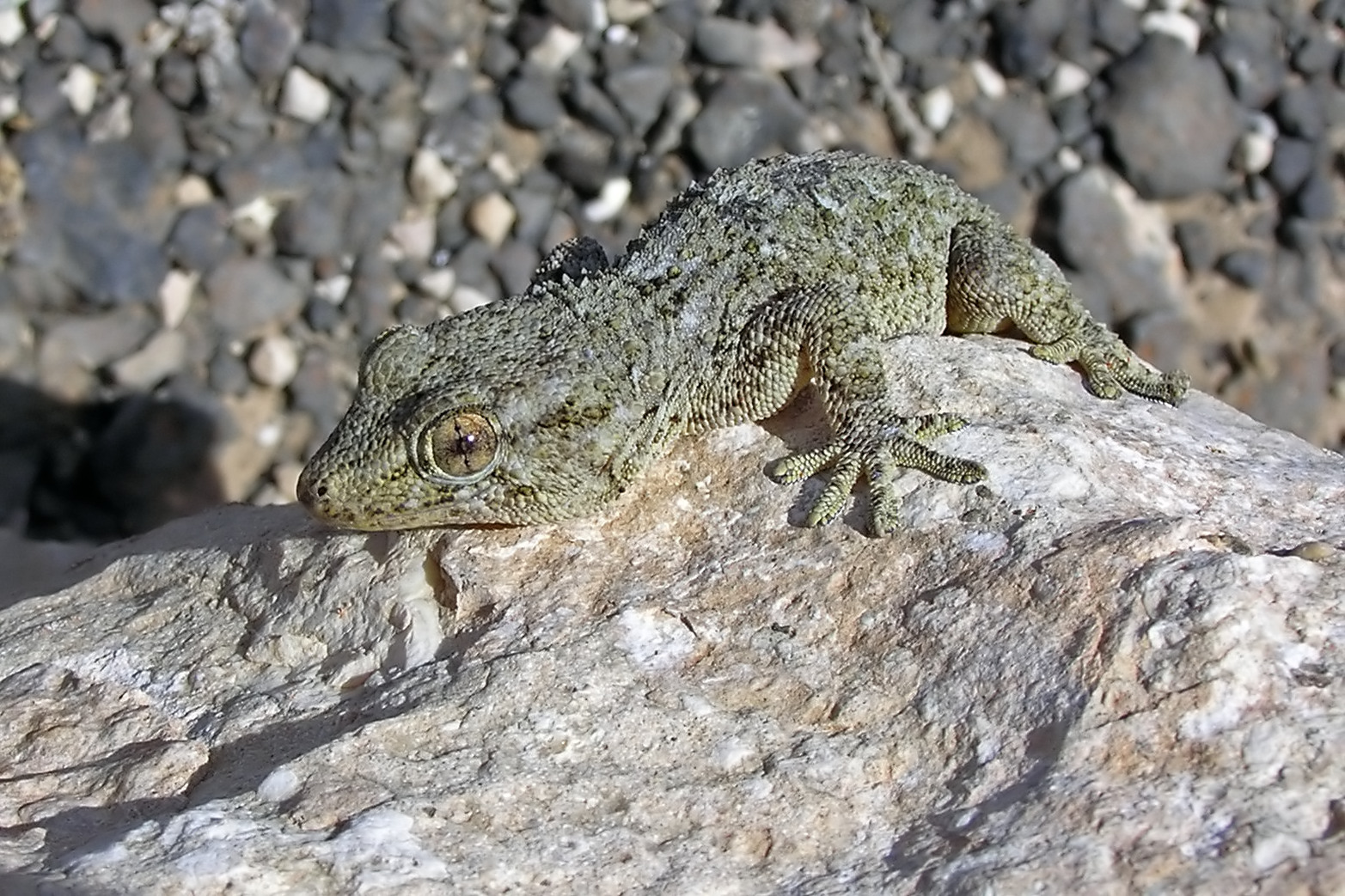
El perenquén es uno de los endemismos canarios presentes en Timanfaya.

El Archipiélago de Cabrera alberga varias subespecies de lagartijas baleares endémicas del archipiélago. En Timanfaya se dan reptiles como el perenquén o el lagarto de Haría junto a una interesante avifauna. Especies tan amenazadas como el águila imperial ibérica, el calamón, la Vipera latastei gaditana, la focha moruna o el lince ibérico dependen en gran medida de la protección que les brinda Doñana.

## Parques nacionales por número de visitas
El parque nacional con más cantidad de visitantes y con mayor altitud de España es el parque nacional del Teide con 4 079 823 visitantes en 2016 y coronado con el tercer volcán más grande del mundo desde su base, el Teide con 3718 metros sobre el nivel del mar. El Teide también tiene la distinción de ser el parque nacional más visitado de Europa y en 2010 fue el segundo del mundo. El parque nacional con menos cantidad de visitantes de España es el parque nacional de Cabañeros con 100 993 visitas.
A continuación, los parques nacionales en orden de visitas (datos de 2015):
- Teide — 3 289 444
- Guadarrama — 2 989 556
- Picos de Europa — 1 913 858
- Timanfaya — 1 655 772
- Garajonay — 828.758
- Sierra Nevada — 780 702

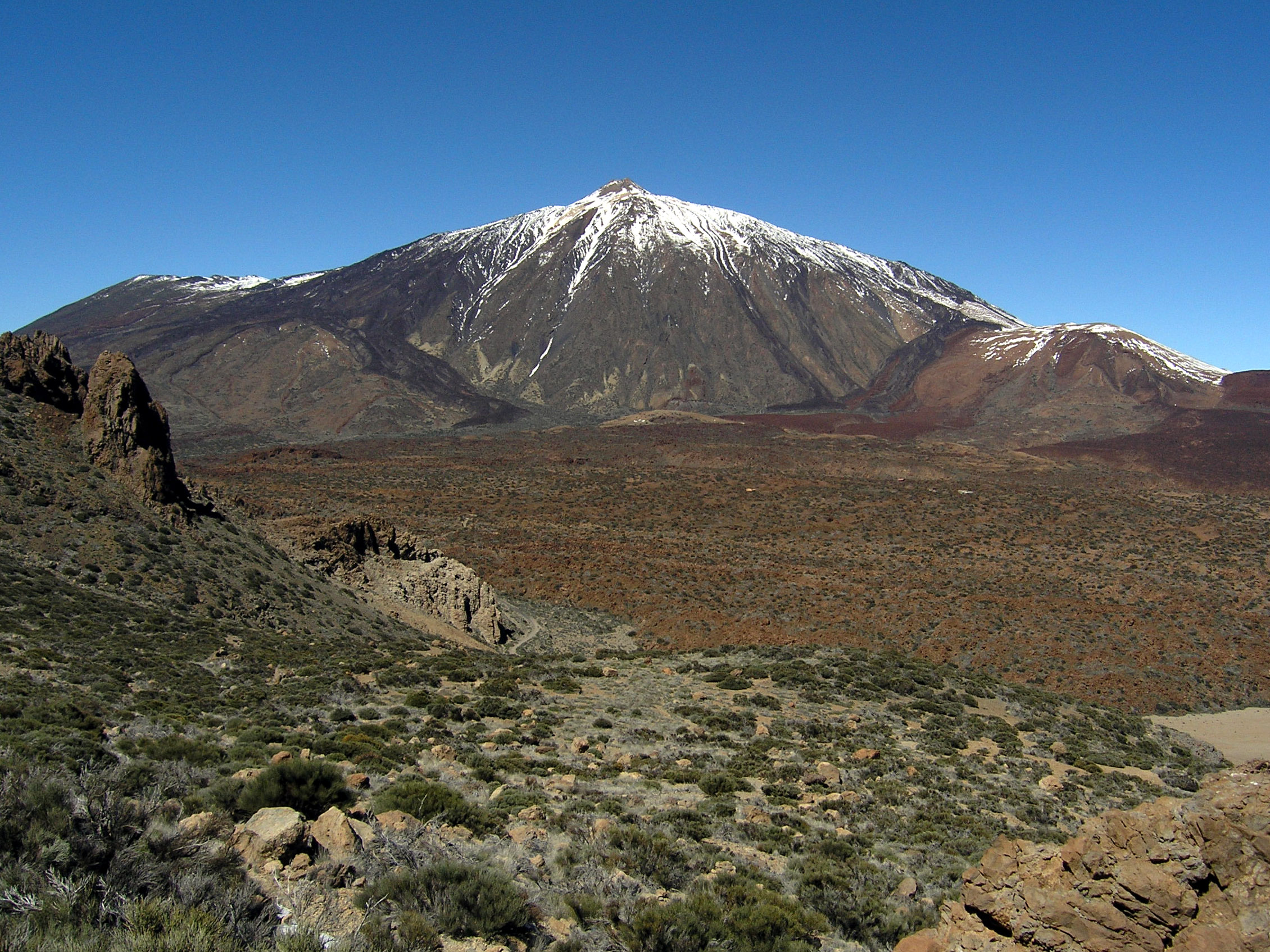
El parque nacional del Teide en la isla de Tenerife, es el parque nacional más visitado de España y de Europa. En 2010 fue también el segundo del mundo.

- Ordesa y Monte Perdido — 598 950
- Aiguas Tortas y Lago de San Mauricio — 525 067
- Caldera de Taburiente — 445 084
- Islas Atlánticas — 399 890
- Doñana — 300 287
- Monfragüe — 288 644
- Tablas de Daimiel — 192 025
- Archipiélago de Cabrera — 120 505
- Cabañeros — 100 993